# ناریستائو
ناریستائو (انگلیسی: Narystau) یک شهرک در شهرستان میاکینسکی استان باشقیرستان کشور روسیه است.